# Acer dasycarpoides
Acer dasycarpoides é uma espécie de árvore do gênero Acer, pertencente à família Aceraceae.